# Karel Lakomý
Karel Lakomý (* 19. Juli 1957) ist ein ehemaliger tschechischer Badmintonspieler.

## Sportliche Karriere
Lakomý gewann bei den tschechoslowakischen Juniorenmeisterschaften 1974 seine ersten beiden nationalen Titel. Im Folgejahr gewann er sogar alle drei möglichen Titel. 1976 folgte der erste Gewinn bei Tschechoslowakischen Einzelmeisterschaften der Erwachsenen im Herrendoppel mit Miroslav Kokojan. Ab 1977 bildete er ein Doppel mit Michal Malý. Beide gewannen gemeinsam bis 1985 insgesamt sieben Doppeltitel. Mit Malý war er auch häufiger Gast beim Internationalen Werner-Seelenbinder-Gedenkturnier in der DDR, welches sie auch 1978 und 1982 gewannen. Die Polnischen Internationalen Meisterschaften konnten sie 1977, 1980 und 1981 für sich entscheiden. Als letzten großen internationalen Erfolg konnten sie 1986 endlich auch ihr „Heimspiel“, die Tschechoslowakischen Internationalen Meisterschaften, gewinnen.

## Sportliche Erfolge
| Veranstaltung | Saison                                                 | Disziplin    | Sieger                          |
| ------------- | ------------------------------------------------------ | ------------ | ------------------------------- |
| 1974          | Tschechoslowakische Einzelmeisterschaften der Junioren | Herrendoppel | Karel Lakomý / Vladimir Janda   |
| 1974          | Tschechoslowakische Einzelmeisterschaften der Junioren | Herreneinzel | Karel Lakomý                    |
| 1975          | Tschechoslowakische Einzelmeisterschaften der Junioren | Herreneinzel | Karel Lakomý                    |
| 1975          | Tschechoslowakische Einzelmeisterschaften der Junioren | Mixed        | Karel Lakomý / Zuzana Valečková |
| 1975          | Tschechoslowakische Einzelmeisterschaften der Junioren | Herrendoppel | Karel Lakomý / Vladimir Janda   |
| 1976          | Tschechoslowakische Einzelmeisterschaften              | Herrendoppel | Miroslav Kokojan / Karel Lakomý |
| 1977          | Polnische Internationale Meisterschaften               | Herrendoppel | Michal Malý / Karel Lakomý      |
| 1978/1979     | DDR: Internationales Werner-Seelenbinder-Gedenkturnier | Herrendoppel | Michal Malý / Karel Lakomý      |
| 1980          | Polnische Internationale Meisterschaften               | Herrendoppel | Michal Malý / Karel Lakomý      |
| 1980          | Tschechoslowakische Einzelmeisterschaften              | Herrendoppel | Michal Malý / Karel Lakomý      |
| 1981          | Polnische Internationale Meisterschaften               | Herrendoppel | Michal Malý / Karel Lakomý      |
| 1981          | Tschechoslowakische Einzelmeisterschaften              | Herrendoppel | Michal Malý / Karel Lakomý      |
| 1982          | Tschechoslowakische Einzelmeisterschaften              | Mixed        | Karel Lakomý / Zuzana Urbanková |
| 1982          | Tschechoslowakische Einzelmeisterschaften              | Herrendoppel | Michal Malý / Karel Lakomý      |
| 1982/1983     | DDR: Internationales Werner-Seelenbinder-Gedenkturnier | Herrendoppel | Michal Malý / Karel Lakomý      |
| 1983          | Tschechoslowakische Einzelmeisterschaften              | Herrendoppel | Michal Malý / Karel Lakomý      |
| 1985          | Tschechoslowakische Einzelmeisterschaften              | Herrendoppel | Michal Malý / Karel Lakomý      |
| 1986          | Tschechoslowakische Internationale Meisterschaften     | Herrendoppel | Michal Malý / Karel Lakomý      |